# Giải bóng đá hạng nhì quốc gia Cộng hòa Síp 1966–67
Giải bóng đá hạng nhì quốc gia Cộng hòa Síp 1966–67 là mùa giải thứ 12 của bóng đá hạng nhì Cộng hòa Síp. ASIL Lysi giành danh hiệu đầu tiên.

## Thể thức thi đấu
Có 12 đội tham gia Giải bóng đá hạng nhì quốc gia Cộng hòa Síp 1966–67. Giải được chia thành 2 bảng theo khu vực địa lý, phụ thuộc vào các Quận Cộng hòa Síp mà mỗi đội đến từ đó. Tất cả các đội trong một bảng thi đấu hai lần, một lần sân nhà và một lần sân khách. Đội nhiều điểm nhất sẽ lên ngôi vô địch. Đội vô địch mỗi bảng sẽ thi đấu với nhau trong giai đoạn cuối của giải và đội chiến thắng sẽ trở thành đội vô địch Hạng nhì. Đội vô địch thăng hạng Giải bóng đá hạng nhất quốc gia Cộng hòa Síp 1967–68.

### Hệ thống điểm
Các đội bóng nhận 3 điểm cho một trận thắng, 2 điểm cho một trận hòa và 1 điểm cho một trận thua.

## Thay đổi so với mùa giải trước
Các đội thăng hạng Giải bóng đá hạng nhất quốc gia Cộng hòa Síp 1966–67
- APOP Paphos FC

Thành viên mới của CFA
- ASIL Lysi

Thêm vào đó, PAEK trở lại giải đấu sau 2 mùa vắng bóng.

## Bảng Nicosia-Keryneia-Famagusta
Bảng xếp hạng
| Vị thứ | Đội                      | St. | T. | H. | B. | BT. | BB. | HS. | Đ. | Ghi chú                       |
| ------ | ------------------------ | --- | -- | -- | -- | --- | --- | --- | -- | ----------------------------- |
| 1.     | ASIL Lysi                | 14  |    |    |    |     |     |     | 40 | Vô địch Bảng-Playoff Vô địch. |
| 2.     | Enosis Neon Paralimni FC | 14  |    |    |    |     |     |     | 39 |                               |
| 3.     | AEK Ammochostos          | 14  |    |    |    |     |     |     | 28 |                               |
| 4.     | Orfeas Nicosia           | 14  |    |    |    |     |     |     | 24 |                               |
| 5.     | PAEK                     | 14  |    |    |    |     |     |     | 23 |                               |
| 6.     | ENAD Ayiou Dometiou FC   | 14  |    |    |    |     |     |     | 22 |                               |
| 7.     | Keravnos Strovolou FC    | 14  |    |    |    |     |     |     | 21 |                               |
| 8.     | Anagennisi Larnacas      | 14  |    |    |    |     |     |     | 13 |                               |

## Bảng Limassol-Paphos
Bảng xếp hạng
| Vị thứ | Đội                                 | St. | T. | H. | B. | BT. | BB. | HS. | Đ. | Ghi chú                       |
| ------ | ----------------------------------- | --- | -- | -- | -- | --- | --- | --- | -- | ----------------------------- |
| 1.     | Evagoras Paphos                     | 6   |    |    |    |     |     |     | 17 | Vô địch Bảng-Playoff Vô địch. |
| 2.     | Enosis Panelliniou-Antaeus Limassol | 6   |    |    |    |     |     |     | 13 |                               |
| 3.     | Arion Lemesou                       | 6   |    |    |    |     |     |     | 12 |                               |
| 4.     | Ethnikos Asteras Limassol           | 6   |    |    |    |     |     |     | 6  |                               |

Points system: Thắng=3 điểm, Hòa=2 điểm, Thua=1 điểm

## Playoff Vô địch
- ASIL Lysi 4-1 Evagoras Paphos
- Evagoras Paphos 1-1 ASIL Lysi

ASIL Lysi là đội vô địch Hạng nhì. ASIL Lysi thăng hạng Giải bóng đá hạng nhất quốc gia Cộng hòa Síp 1967–68.